# Jim Crawford
James „Jim“ Crawford (* 13. Februar 1948 Dunfermline; † 6. August 2002 in Tierra Verde) war ein britischer Autorennfahrer.

## Karriere
Jim Crawford war Mechaniker bei Chevron, als sich herausstellte, dass er bei Testfahrten schneller war als die Stammfahrer, die für Chevron in der Formel Atlantic an den Start gingen. Teameigner Dick Bennett gab ihm daher einen Werkswagen für die letzten Rennen der Saison 1973. 1974 baute sich Crawford ein eigenes Rennfahrzeug, mit dem er den Titel in der Nachwuchsformel knapp gegen John Nicholson verlor. 1975 wurde er Testfahrer bei Lotus in der Formel 1. Dieses Engagement bescherte ihm auch zwei Einsätze in der Weltmeisterschaft. Der Lotus 72, Crawford fuhr die letzte Ausbauvariante „E“, war in seiner sechsten Saison aber nicht mehr vollständig konkurrenzfähig.

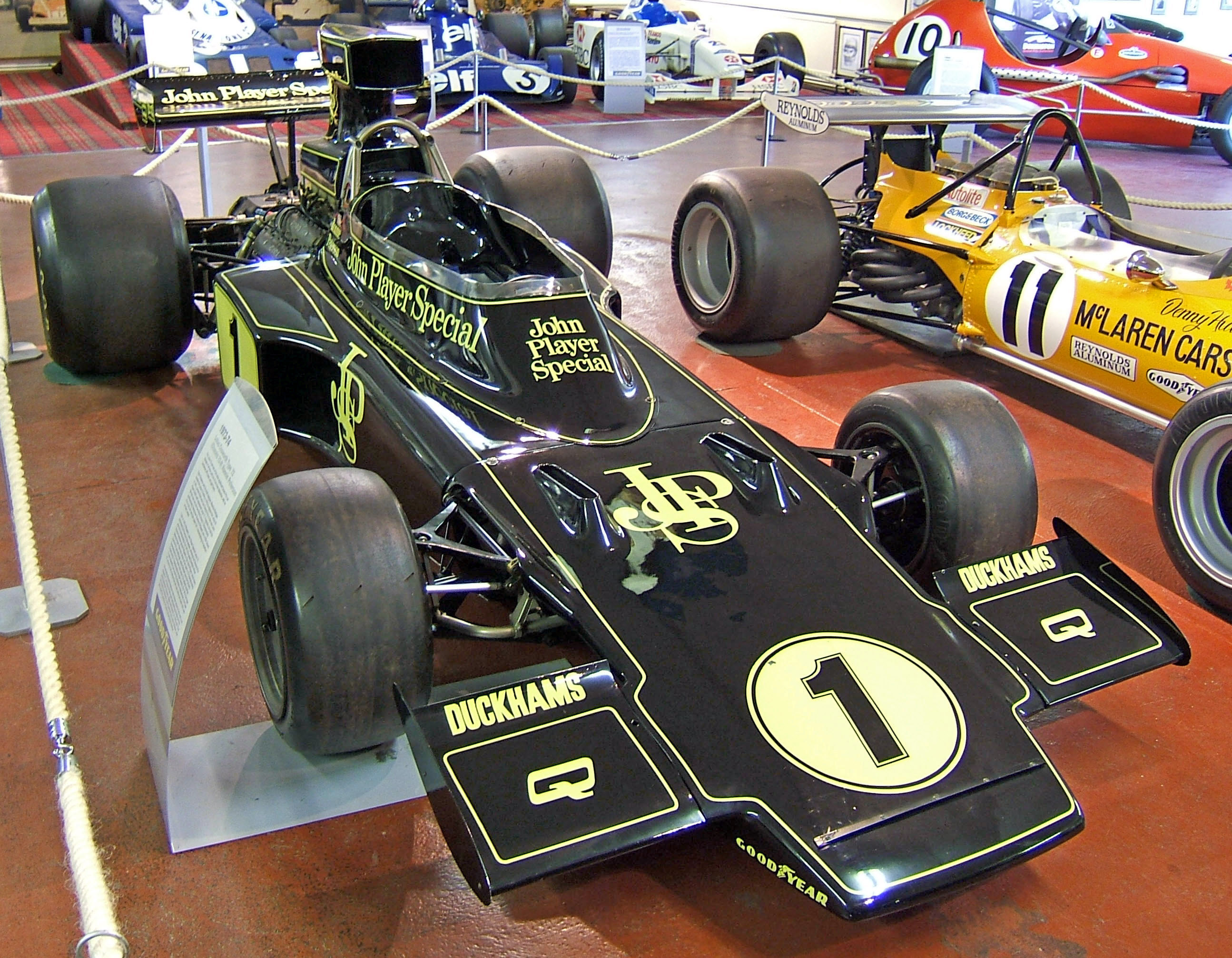
Ein Lotus 72E, wie ihn Jim Crawford 1975 in der Formel 1 fuhr

Sein Debüt in der Formel 1 gab er beim Großen Preis von Großbritannien 1975 in Silverstone. Das Rennen wurde durch einen heftigen Wolkenbruch zu einem der chaotischsten der Grand-Prix-Geschichte, geprägt von vielen Unfällen und Drehern. Auch Crawford drehte sich von der Strecke und musste vorzeitig aufgeben. Beim Großen Preis von Italien in Monza erreichte er mit einem Rückstand von sechs Runden auf den Sieger Clay Regazzoni im Ferrari Platz 13. Damit war die Formel-1-Karriere von Crawford beendet.
Es folgten wechselhafte und erfolglose Jahre. Crawford fuhr wieder in der Formel Atlantic, 1978 in der Formel 3, 1981 eine ganze Saison in der Formel-2-Europameisterschaft mit Plygrange Racing. Mit einem ein Jahr alten Toleman TG280 wurde Crawford einmal Vierter und einmal Sechster; er beendete die Meisterschaft mit vier Punkten auf Rang 16. 1982 engagierte er sich in der Aurora-AFX-Formel-1-Serie, wo Piloten mit betagten Forme-1- und Formel-2-Fahrzeugen gegeneinander antraten. Der Schotte sicherte sich die Gesamtwertung der Formel-2-Klasse.
Ende 1982 ging Crawford in die USA, ein Entschluss, den er nicht bereuen sollte. Zuerst war die CanAm-Serie sein Betätigungsfeld, dann kam der Wechsel zu den Champ Cars. Zwischen 1985 und 1993 war er achtmal bei den 500 Meilen von Indianapolis am Start. 1988 hatte er sogar bis knapp vor Schluss des Rennens eine reelle Siegchance. Crawford übernahm mit seinem Lola-Buick in der 102. Runde erstmals die Führung und blieb bis wenige Runden vor dem Erreichen der Zielflagge in der Spitzengruppe. In der 195. Runde (das Rennen dauert 200 Runden) musste er an dritter Stelle liegend zum Nachtanken an die Box. Crawford rettete den sechsten Rang ins Ziel.
Jim Crawford starb nach einem Leberversagen im Sommer 2002 in Florida.

## Statistik

### Einzelergebnisse in der Sportwagen-Weltmeisterschaft
| Saison | Team           | Rennwagen              | 1   | 2   | 3   | 4   | 5   | 6   | 7   | 8   |
| ------ | -------------- | ---------------------- | --- | --- | --- | --- | --- | --- | --- | --- |
| 1982   | Vesuvio Racing | Lancia Beta Montecarlo | MON | SIL | NÜR | LEM | SPA | MUG | FUJ | BRH |
| 1982   | Vesuvio Racing | Lancia Beta Montecarlo | 10  |     |     |     |     |     |     |     |